# Heinrich Klasmeyer
Heinrich Klasmeyer (* 2. Dezember 1887 in Gütersloh; † 26. März 1963 in Neheim-Hüsten) war ein deutscher Gewerkschafter des christlichen Metallarbeiterverbandes sowie Politiker der Zentrumspartei und der CDU. Er war unmittelbar nach der Befreiung 1945 Bürgermeister und von 1946 bis 1954 Stadtdirektor von Neheim-Hüsten.

## Leben
Er war gelernter Dreher und war seit 1907 aktives Mitglied der christlichen Gewerkschaften. Unmittelbar vor der Novemberrevolution trat er als Sprecher des Gütersloher Kartells der christlichen Gewerkschaften auf. Seit 1919 war er als Gewerkschaftssekretär in der Ortsverwaltung Neheim-Hüsten des Christlichen Metallarbeiterverbandes tätig. Er war zunächst zuständig für Hüsten und damit für die Hüstener Gewerkschaft. Seit 1920 war er Geschäftsführer der gesamten Ortsverwaltung. Desgleichen war er Bezirksvorsitzender des Kartells der christlichen Gewerkschaften im Bezirk Sauerland.
Er war als Vertreter des sozialpolitisch orientierten Flügels der Zentrumspartei auch stellvertretender Vorsitzender der Partei im Kreis Arnsberg. Er war zudem Mitglied im westfälischen Provinziallandtag. Er gehörte dem Rat der Stadt Neheim an und war Mitglied des Kreistages und Kreisausschusses des Kreises Arnsberg. Er war auch aktives Mitglied des Reichsbanner Schwarz-Rot-Gold. Seit 1926 war er auch Mitglied des preußischen Staatsrates. Im Jahr 1929 bewarb er sich vergeblich um das Amt des Bürgermeisters in Neheim.
Zum letzten Mal wurde er am 7. April 1933 in den Kreisausschuss gewählt. Auf Druck der NSDAP gab er im Sommer des Jahres 1933 sein Mandat auf. Er machte sich trotz der Zerschlagung der freien Gewerkschaften und einer zeitweiligen Besetzung des Gewerkschaftshauses auch der christlichen Gewerkschaften in Neheim am 2. Mai 1933 noch Illusionen, dass für die christlichen Gewerkschaften im Dritten Reich noch Platz wäre und befürworte die Gründung der Deutschen Arbeitsfront.
Mit der Eingliederung der christlichen Gewerkschaften in die DAF verlor er allerdings im Sommer 1933 seine berufliche Existenz als hauptamtlicher Gewerkschaftssekretär. Danach war er eine Zeit lang arbeitslos, ehe er sich als selbständiger Brotvertreiber eine kleine Existenz aufbaute. Der Brotverkauf mit einem Auto wurde ihm 1942 verboten. Im Zuge der Aktion Gitter wurde Klasmeyer 1944 verhaftet. Bei einer Hausdurchsuchung fand man seine Korrespondenz mit Jakob Kaiser. Daraufhin wurde er zu sieben Monaten Gefängnis verurteilt. Er saß im Gestapogewahrsam und danach im Gerichtsgefängnis in Meschede ein, bis dieses im April 1945 zerstört wurde. Danach wurde er bis Kriegsende unter Hausarrest gestellt. 
Nach der Befreiung durch die Alliierten wurde er zum 19. April 1945 zum kommissarischen Bürgermeister von Neheim-Hüsten ernannt und kurze Zeit später als hauptamtlicher Bürgermeister bestätigt. Nach der Einführung der kommunalen Doppelspitze aus ehrenamtlichen Bürgermeister und hauptamtlichen Stadtdirektor wurde er 1946 Stadtdirektor. 
Er war neben seinem Amt maßgeblich beteiligt an der Gründung des DGB und der CDU auf Stadtebene. Zeitweise war er auch Vorsitzender des Ortsverbandes der CDU Neheim-Hüsten. 
Stadtdirektor blieb er bis 1954. Er war 1961 noch einmal kurzfristig (ehrenamtlicher) Bürgermeister von Neheim-Hüsten.
Im Arnsberger Stadtteil Neheim wurde eine Straße nach ihm benannt.